# أرماندو بيتشي
أرماندو بيتشي (بالإيطالية: Armando Picchi)‏ هو لاعب ومدرب إيطالي سابق ولد في 20 يونيو 1935 في مدينة ليفورنو وتوفي في 27 مايو 1971 في سانريمو.

## مسيرته الكروية
لعب أرماندو بيتشي خلال مسيرته الاحترافية مع 4 أندية في خمسة عشر موسمًا وسجل خلالها 5 أهداف ضمن 377 مباراة. ولم يفز بأي موسم بالكأس وفاز في ثلاثة مواسم بالدوري.
خاض أرماندو بيتشي مسيرته مع نادي ليفورنو في موسم 1954–55 ليلعب معه خمسة مواسم، مشاركًا في 99 مباراة سجل خلالها 3 أهداف. ثم انتقل إلى نادي سبال في موسم 1959–60 لمدة موسم واحد، حيث شارك في 27 مباراة سجل خلالها هدفًا واحدًا. لينتقل بعدها إلى نادي إنتر ميلان في موسم 1960–61 ليلعب معه سبعة مواسم، مشاركًا في 205 مباراة سجل خلالها هدفًا واحدًا أيضًا. ثم انتقل إلى نادي فاريسي في موسم 1967–68 ولمدة موسمين، مشاركًا في 46 مباراة ولم يسجل أي هدف.

## روابط خارجية
- أرماندو بيتشي على موقع الاتحاد الأوربي (الإنجليزية)
- أرماندو بيتشي على موقع قاعدة بيانات كرة القدم.إي يو (الإنجليزية)
- أرماندو بيتشي على موقع ناشيونال فوتبول تيمز (الإنجليزية)
- أرماندو بيتشي على موقع عالم كرة القدم.نت (الإنجليزية)